# ヨーゼフ・フンメル
ヨーゼフ・フンメル（Josef Hummel, 1938年4月16日 - ）は、ウィーン・フィルハーモニー管弦楽団のチューバ奏者。ウィンナ・チューバ演奏の名手として知られる。

## 経歴
ウィーン生まれ。ウィーン音楽アカデミー（現ウィーン国立音楽大学）にてコントラバスをオットー・ルーム教授、バス・チューバをレオポルト・コーラー教授に師事、1959年に終了。1957年から1961年までニーダーエスターライヒ・トーンキュンストラー管弦楽団、1962年から1967年までオーストリア放送交響楽団、1964年から1967年までウィーン交響楽団のチューバ奏者として活動。1967年9月1日より1995年に退職するまで、ウィーン国立歌劇場管弦楽団、同時にウィーン・フィルハーモニー協会会員。1988年にはザルツブルク州よりザルツブルク音楽祭への度重なる出演に対して金賞が、1992年にはウィーン・フィルハーモニー管弦楽団より25年在籍の功績により名誉会員賞を授与されている。

## ウィンナ・チューバの名手
ウィンナ・チューバの可能性を最大限に引き出したとされるヨーゼフ・フンメルの演奏は、その美しい響きと優れたイントネーション、そして幅広いダイナミクスを備えている。透徹した音楽解釈によってウィーンの音楽づくりに貢献した。彼の退団にともないウィーン・フィルからウィンナ・チューバが姿を消した。

## 演奏の記録
ヨーゼフ・フンメルはウィーン・フィルの数々の名録音に参加している。ジュリーニ指揮のブルックナー交響曲第9番、アバド指揮のブルックナー交響曲第5番、マゼール指揮のマーラー交響曲第1番、バーンスタイン指揮のマーラー交響曲第5番、そしてブーレーズ指揮のマーラー交響曲第6番などが代表的なもの。映像においては、バーンスタイン指揮のブルックナー交響曲第9番・シベリウス交響曲第１番、カラヤン指揮のブルックナー交響曲第8番（1979年）＆第9番（1978年）、ベーム指揮のR.シュトラウス ドン・ファン、クライバー指揮のブラームスの交響曲第2番、シノーポリ指揮のマーラー交響曲第1番などにウィンナ・チューバを演奏するヨーゼフ・フンメルの姿とその響きが残されている。特に1975年3月のベーム指揮ウィーン・フィルの来日公演映像に収められたワーグナー「ニュルンベルクのマイスタージンガー」前奏曲では、ヨーゼフ・フンメルの「ウィンナ・チューバ演奏の名手」としての姿が克明に記録されており、彼の強く美しい響きを曲頭から存分に味わえるものとなっている。